# Maurice Utrillo
Maurice Utrillo, nacido Maurice Valadon (Montmartre, 26 de diciembre de 1883 - Dax, 5 de noviembre de 1955), fue un pintor francés.
Pintor francés de principios del siglo XX dentro de la denominada Escuela de París, que es el nombre con el que se engloba al grupo de pintores que se reunió en París en el periodo que transcurre entre las dos guerras mundiales. Estos eran en su mayoría extranjeros y no se adherían a ninguna escuela renovadora en particular, pero tampoco las desconocían, sino que por el contrario tomaban de ellas sus logros más importantes. Su pintura se mantenía en algunos aspectos dentro de la representación realista tradicional, pero adoptando mayor libertad en el uso de la forma y el color. Dentro de este grupo es donde se enmarca a Maurice Utrillo con Marc Chagall y Amedeo Modigliani entre sus máximos exponentes.
Utrillo se puede considerar una de las grandes figuras de la pintura del siglo XX.

## Biografía
Hijo de la pintora y modelo Suzanne Valadon (que había sido modelo de Renoir antes de ser una pintora reconocida y dejar de tener que posar para otros), fue legalmente reconocido y adoptado por Miquel Utrillo (ingeniero que lo abandonó todo por su vocación artística y que más tarde dirigiría en Barcelona la construcción de Pueblo Español para la Exposición Universal de 1929). Utrillo, hombre atormentado por el alcohol y por su gusto por la noche, fue orientado por su madre hacia la pintura. Con ésta y con el que más tarde fuera su marido, André Utter —también pintor—, formó la llamada Trinité maudite, grupo familiar famoso por sus excentricidades y  por su vida desordenada y autodestructiva.
Formó parte de la excepcional colonia de artistas que se reunió en París a principios del siglo XX; fue compañero de fiestas y cafés de Modigliani entre otros artistas. En París había dos grupos en pugna: la banda de Picasso y el grupo de Matisse. Pocos quedaban fuera de la influencia de estas dos personalidades, y entre estos se puede mencionar a tres artistas que compartieron el rechazo a estos grupos y manifiestos varios (Filippo Tommaso Marinetti con el futurismo...), la marginalidad y una vida trágica: Maurice Utrillo, Chaïm Soutine y Amedeo Modigliani. 
Utrillo está considerado como el pintor de Montmartre por excelencia. Tuvo una prolija obra que en su momento fue muy poco valorada, hasta el punto que sus cuadros posteriormente considerados obras maestras, en su día apenas le dieron para vivir. A tal punto llega su influencia (como el de toda esta generación que cambió la concepción del arte y la estética para siempre) que su trabajo sirvió de inspiración en Hollywood para la realización de los decorados en películas como Un Americano en París, ganadora del aplauso del público y la crítica con varios premios de la Academia.
Está enterrado en el Cementerio Saint-Vincent de Montmartre.

## Obra
- Mont Saint Michel.
- Le Moulin de la Galette, en el San Francisco Art Museum de San Francisco.
- Rue Custine a Monmartre, en el Hermitage en San Petersburgo en Rusia.
- Lapin agile, en la Arthur Ross Gallery, University of Pennsylvania
- Sacré Coeur.
- La Maison rouge.

En su producción pictórica pueden apreciarse obras pintadas bajo la influencia de las diferentes corrientes artísticas, y también del cubismo, pinturas donde retrata París, pero también pueblecitos y paisajes típicamente rurales, castillos o catedrales.